# Piz Turettas
Der Piz Turettas ist ein Berg in der Umbrailgruppe der Münstertaler Alpen bzw. Ortler-Alpen.
Der Westgipfel ist 2963 m ü. M. und der Ostgipfel 2958 m ü. M. hoch. Der Berg liegt zwischen dem Münstertal im Norden und dem Val Mora im Süden, auf dem Gebiet der Gemeinde Val Müstair, und wird üblicherweise von Fuldera aus bestiegen (im Sommer T2).